# Вор Ејкерс (Оклахома)
Вор Ејкерс (енгл. Warr Acres) град је у америчкој савезној држави Оклахома.

## Демографија
По попису из 2010. године број становника је 10.043, што је 308 (3,2%) становника више него 2000. године.
| Група             | 2000.         | 2010.         |
| Белци             | 7.539 (77,4%) | 6.118 (60,9%) |
| Афроамериканци    | 759 (7,8%)    | 988 (9,8%)    |
| Азијати           | 191 (2,0%)    | 220 (2,2%)    |
| Хиспаноамериканци | 748 (7,7%)    | 2.030 (20,2%) |
| Укупно            | 9.735         | 10.043        |